# Euphyia
Euphyia är ett släkte av fjärilar som beskrevs av Jacob Hübner 1825. Euphyia ingår i familjen mätare.

## Bildgalleri

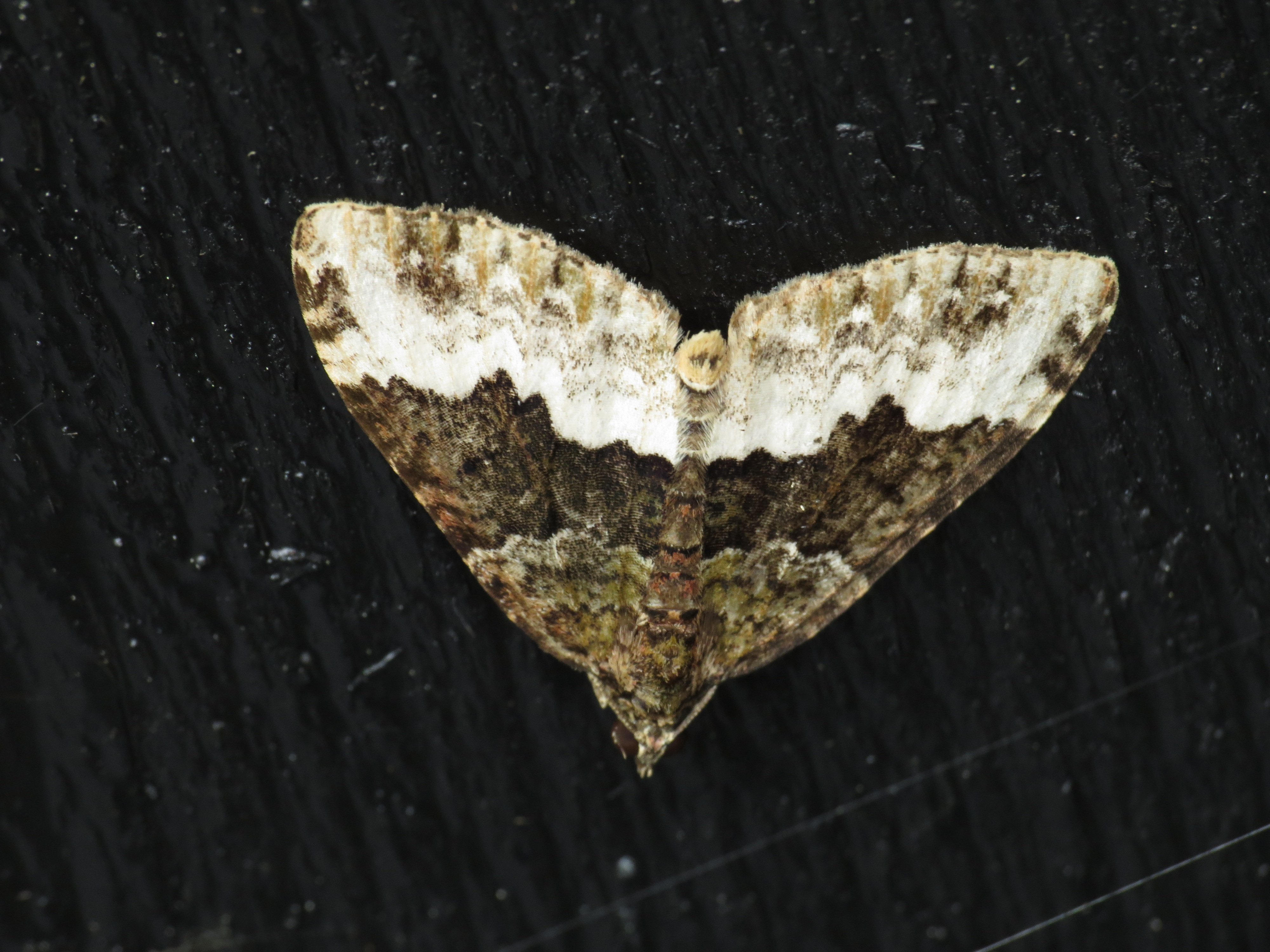
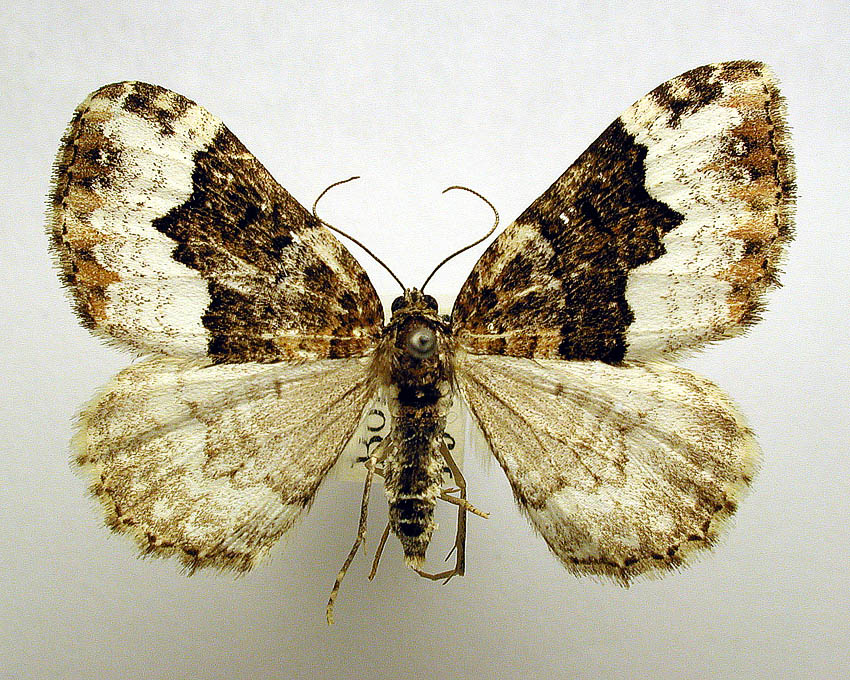
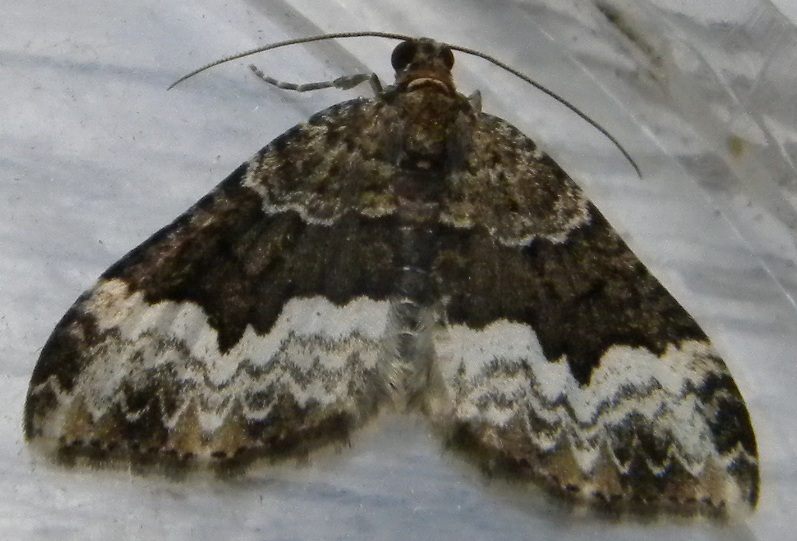
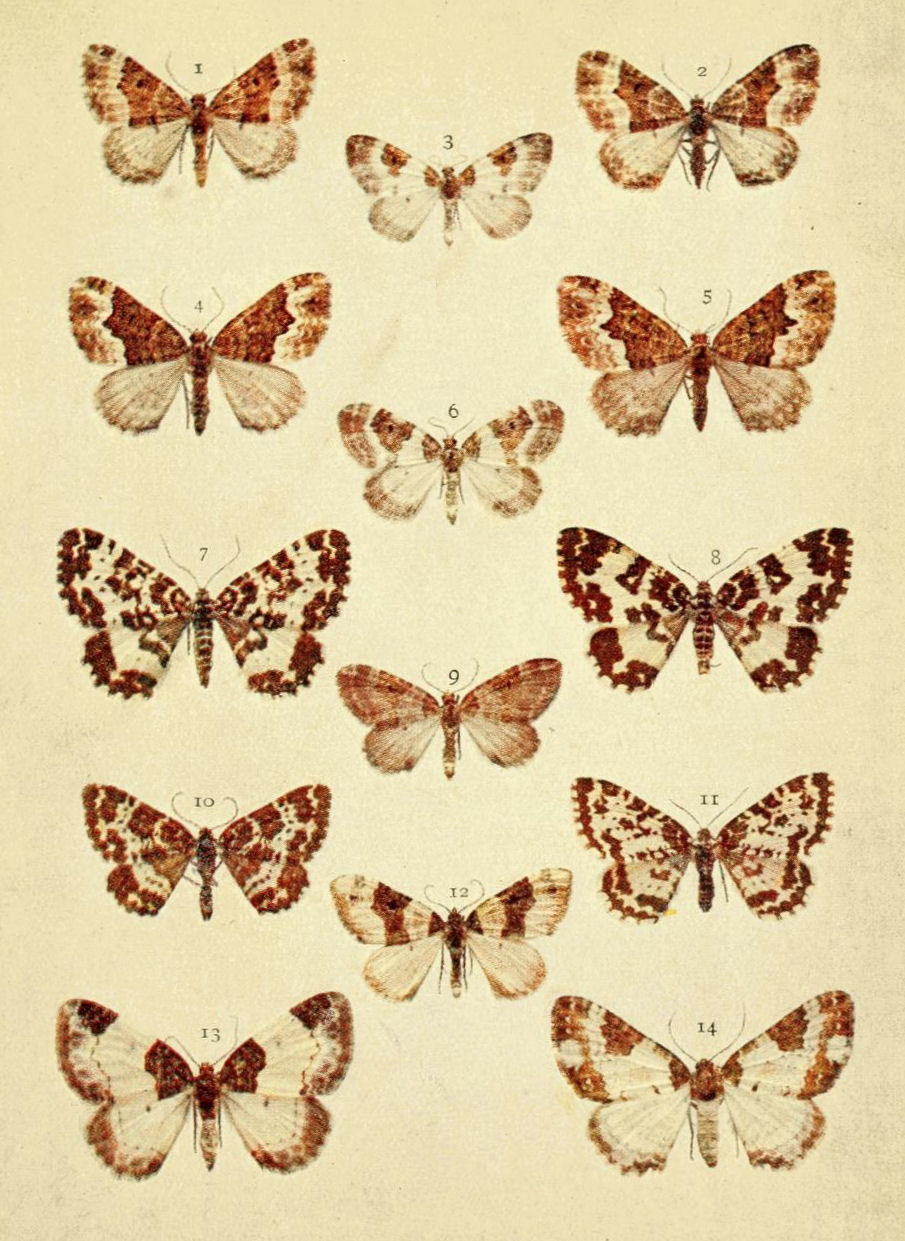
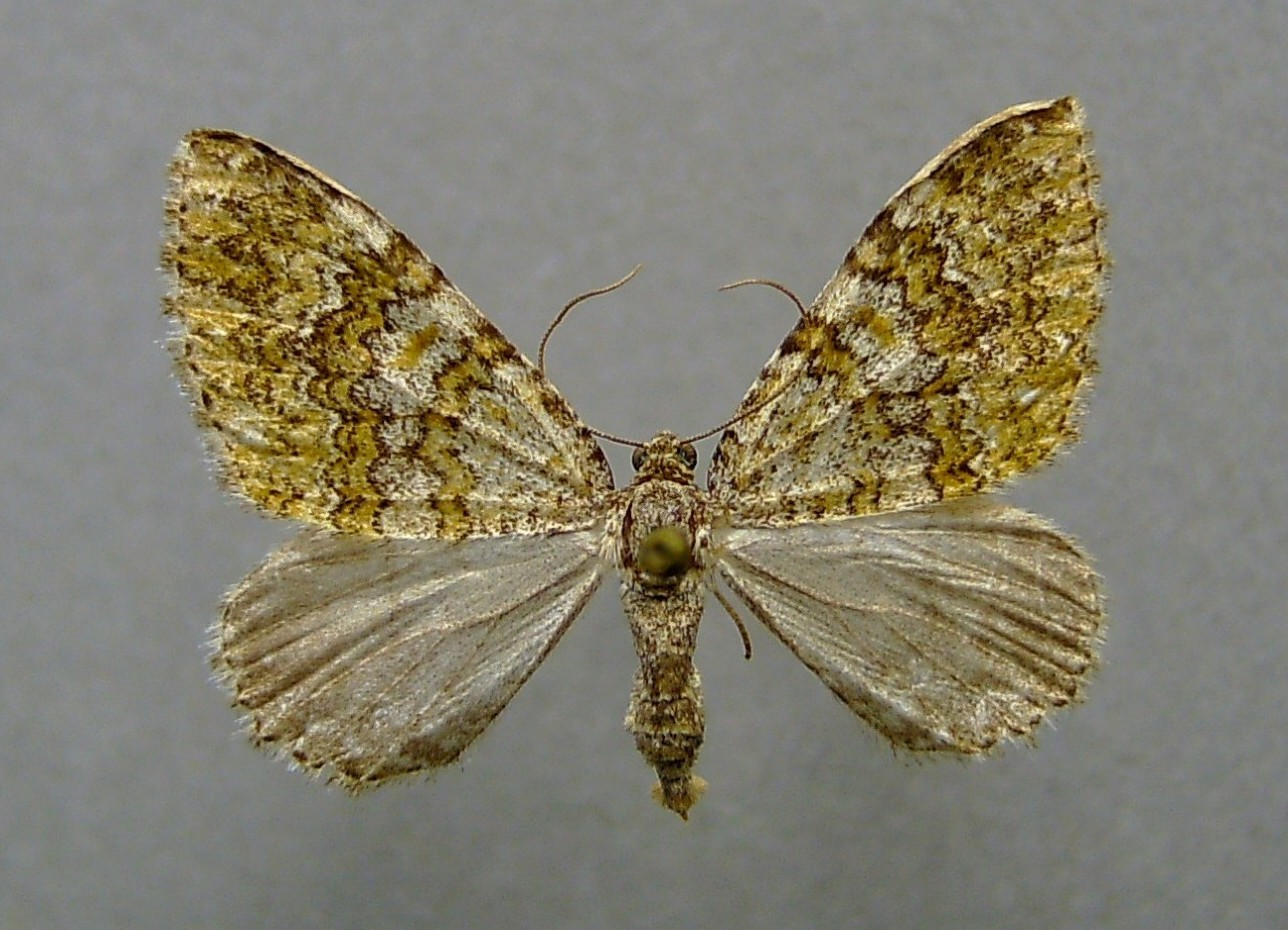
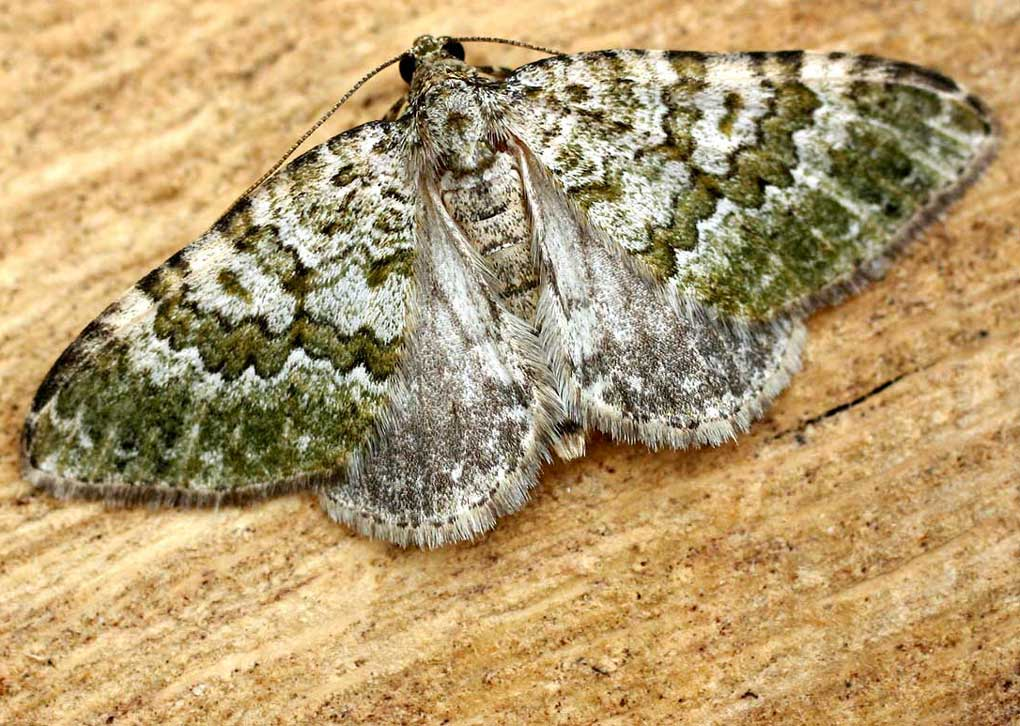

## Dottertaxa tillEuphyia, i alfabetisk ordning[1][2]
- Euphyia absitaria
- Euphyia acerbata
- Euphyia actinipha
- Euphyia adexitata
- Euphyia adjrouaria
- Euphyia adornata
- Euphyia adumbraria
- Euphyia aeruginata
- Euphyia aggregata
- Euphyia aglaodes
- Euphyia aguada
- Euphyia aksuensis
- Euphyia albidaria
- Euphyia albidior
- Euphyia albimedia
- Euphyia albinodosa
- Euphyia albipennis
- Euphyia albiplaga
- Euphyia albisecta
- Euphyia albofasciata
- Euphyia alboscripta
- Euphyia altivagans
- Euphyia amniculata
- Euphyia anaemica
- Euphyia angustifasciata
- Euphyia annuliferata
- Euphyia anomala
- Euphyia anthracinata
- Euphyia anticleata
- Euphyia antigonia
- Euphyia apicata
- Euphyia approximata
- Euphyia aprepta
- Euphyia araceneata
- Euphyia arachnitis
- Euphyia arida
- Euphyia artemas
- Euphyia associata
- Euphyia atlantica
- Euphyia atramentaria
- Euphyia atriplena
- Euphyia atrolata
- Euphyia aurea
- Euphyia auritacta
- Euphyia australata
- Euphyia avolaria
- Euphyia azonaria
- Euphyia balearica
- Euphyia balteata
- Euphyia baltica
- Euphyia basinigra
- Euphyia batis
- Euphyia beata
- Euphyia bellissimaria
- Euphyia bertrandi
- Euphyia biangulata
- Euphyia bichromata
- Euphyia bicolor
- Euphyia bicolorata
- Euphyia bifusata
- Euphyia bilineata
- Euphyia bisignata
- Euphyia bistrigata
- Euphyia bituminea
- Euphyia bohatschi
- Euphyia borealis
- Euphyia brevipalpis
- Euphyia brunneainfuscata
- Euphyia brunneata
- Euphyia brunneimixta
- Euphyia brunneofusa
- Euphyia brunneolineata
- Euphyia bubaceki
- Euphyia burgharti
- Euphyia cacuminata
- Euphyia calentaria
- Euphyia californiata
- Euphyia caliginosa
- Euphyia callichlora
- Euphyia canescens
- Euphyia carneoviridis
- Euphyia carnica
- Euphyia casta
- Euphyia cataphaea
- Euphyia cervinipennis
- Euphyia chaconis
- Euphyia chalusata
- Euphyia chaotica
- Euphyia chinensis
- Euphyia chrysocyma
- Euphyia cineraria
- Euphyia cinerascens
- Euphyia cinnamifusa
- Euphyia cinneretharia
- Euphyia circumcidata
- Euphyia claripennis
- Euphyia cnephaeopa
- Euphyia coangulata
- Euphyia cocama
- Euphyia coffeata
- Euphyia colombaria
- Euphyia colonaria
- Euphyia combustaria
- Euphyia completa
- Euphyia concolor
- Euphyia concordata
- Euphyia confusaria
- Euphyia confuscaria
- Euphyia congener
- Euphyia congregata
- Euphyia congressata
- Euphyia conifasciata
- Euphyia coniophylla
- Euphyia consequata
- Euphyia constipata
- Euphyia constricta
- Euphyia contortilinea
- Euphyia conversata
- Euphyia correlata
- Euphyia corrivulata
- Euphyia cortada
- Euphyia cortadoides
- Euphyia costimaculata
- Euphyia cretacea
- Euphyia crispa
- Euphyia crocaria
- Euphyia crocota
- Euphyia cryeropa
- Euphyia cuneata
- Euphyia curviviata
- Euphyia cyarda
- Euphyia cydalima
- Euphyia cymaria
- Euphyia deangulata
- Euphyia deblonayi
- Euphyia definita
- Euphyia deltoidata
- Euphyia denigrata
- Euphyia densata
- Euphyia descriptata
- Euphyia desiderata
- Euphyia deturbata
- Euphyia diffusa
- Euphyia discomelaina
- Euphyia disconnexa
- Euphyia divisa
- Euphyia dobayi
- Euphyia doliopis
- Euphyia dolomitana
- Euphyia dumetata
- Euphyia ebuleata
- Euphyia eductata
- Euphyia effusa
- Euphyia elaeoptera
- Euphyia emberizata
- Euphyia eolinda
- Euphyia epicteta
- Euphyia euphileta
- Euphyia euria
- Euphyia euscopus
- Euphyia excentrata
- Euphyia expansata
- Euphyia expolita
- Euphyia extensata
- Euphyia extraneata
- Euphyia farsica
- Euphyia fartaria
- Euphyia fasciata
- Euphyia fervidata
- Euphyia festa
- Euphyia filaria
- Euphyia finitima
- Euphyia flavidula
- Euphyia flavilucens
- Euphyia flavobrunnea
- Euphyia floridata
- Euphyia fosteri
- Euphyia fringillata
- Euphyia frustata
- Euphyia fulvicincta
- Euphyia fulvocinctata
- Euphyia fumida
- Euphyia furciferata
- Euphyia fuscifascia
- Euphyia fuscofasciata
- Euphyia gekatsungensis
- Euphyia gelatina
- Euphyia genurma
- Euphyia glauca
- Euphyia goniodes
- Euphyia goteada
- Euphyia gracilaria
- Euphyia grandiosa
- Euphyia griseata
- Euphyia griselda
- Euphyia griseoviridis
- Euphyia grisescens
- Euphyia grumata
- Euphyia gustosa
- Euphyia haemophaea
- Euphyia halisma
- Euphyia harmonica
- Euphyia hawthornei
- Euphyia hedai
- Euphyia hemizona
- Euphyia heteroleuca
- Euphyia heteroptila
- Euphyia heterotropa
- Euphyia hibernica
- Euphyia hilaodes
- Euphyia holophanes
- Euphyia hydriata
- Euphyia ideata
- Euphyia illineata
- Euphyia imbecillata
- Euphyia immediata
- Euphyia immixta
- Euphyia impersonata
- Euphyia imperviata
- Euphyia implicata
- Euphyia inamorata
- Euphyia inangulata
- Euphyia incisa
- Euphyia inclarata
- Euphyia indefinata
- Euphyia indistincta
- Euphyia infundibulata
- Euphyia infuscata
- Euphyia inopiata
- Euphyia inquinata
- Euphyia inscriptata
- Euphyia insignata
- Euphyia insolens
- Euphyia instipata
- Euphyia insulsata
- Euphyia integrata
- Euphyia intercalata
- Euphyia intermediata
- Euphyia interrupta
- Euphyia interruptata
- Euphyia intersecta
- Euphyia inusitata
- Euphyia iriguata
- Euphyia irrelata
- Euphyia isolata
- Euphyia jacintharia
- Euphyia juanaria
- Euphyia jugurtharia
- Euphyia kendeffyi
- Euphyia kirschi
- Euphyia kirschioides
- Euphyia kordiakata
- Euphyia lacrimans
- Euphyia lacteata
- Euphyia lacteomarginata
- Euphyia lamprotis
- Euphyia languescens
- Euphyia laodice
- Euphyia lateraria
- Euphyia leptophrica
- Euphyia leucoplea
- Euphyia leucoptera
- Euphyia leucozona
- Euphyia liara
- Euphyia libycaria
- Euphyia limbata
- Euphyia limitata
- Euphyia linusaria
- Euphyia lithurga
- Euphyia lucidulata
- Euphyia luctuata
- Euphyia luctuosaria
- Euphyia lugubrata
- Euphyia luscina
- Euphyia luteola
- Euphyia luxuriata
- Euphyia maerens
- Euphyia margaritata
- Euphyia maxima
- Euphyia maximiliana
- Euphyia mecynata
- Euphyia mediovittaria
- Euphyia melidiata
- Euphyia mesembrina
- Euphyia meyricki
- Euphyia minima
- Euphyia minois
- Euphyia mixta
- Euphyia moeraria
- Euphyia molluginata
- Euphyia monoliata
- Euphyia mosulensis
- Euphyia multiferata
- Euphyia multilineata
- Euphyia multipunctata
- Euphyia muscosata
- Euphyia nigrata
- Euphyia nigrescens
- Euphyia nigrifasciata
- Euphyia nigrociliata
- Euphyia nigrofasciata
- Euphyia nigrolineata
- Euphyia niveigutta
- Euphyia nivesecta
- Euphyia notabilis
- Euphyia numidica
- Euphyia obductata
- Euphyia obnubilata
- Euphyia obscurata
- Euphyia obtusaria
- Euphyia obvallata
- Euphyia occidentalis
- Euphyia ochreata
- Euphyia ochreifera
- Euphyia ochreipicta
- Euphyia ochribasis
- Euphyia officiosa
- Euphyia olivofusca
- Euphyia olivogrisea
- Euphyia opipara
- Euphyia orbiculata
- Euphyia orthropis
- Euphyia othoprorata
- Euphyia oxygona
- Euphyia oxyodonta
- Euphyia pacanagliensis
- Euphyia pallida
- Euphyia pallidicosta
- Euphyia pallidipars
- Euphyia panochra
- Euphyia parinotata
- Euphyia pastinaria
- Euphyia paulae
- Euphyia pauletina
- Euphyia pauperata
- Euphyia perdecora
- Euphyia perductata
- Euphyia perfectata
- Euphyia perialla
- Euphyia perornata
- Euphyia perscripta
- Euphyia perseverata
- Euphyia perspicuata
- Euphyia perturbata
- Euphyia perversata
- Euphyia phaedra
- Euphyia phaeotaeniata
- Euphyia phaulophanes
- Euphyia photographica
- Euphyia picata
- Euphyia pipiata
- Euphyia placidaria
- Euphyia plagifurcata
- Euphyia plagifuscata
- Euphyia plagiocausta
- Euphyia planilineata
- Euphyia plenifasciata
- Euphyia plenitaeniata
- Euphyia plesia
- Euphyia plumbeipennis
- Euphyia poecilata
- Euphyia poliata
- Euphyia poliophasma
- Euphyia polycarpa
- Euphyia polychroma
- Euphyia polyxantha
- Euphyia pompilia
- Euphyia pontina
- Euphyia porraceata
- Euphyia praerupta
- Euphyia prillingeri
- Euphyia prionota
- Euphyia probataria
- Euphyia productata
- Euphyia promptata
- Euphyia propinqua
- Euphyia psarodes
- Euphyia pseudobipartaria
- Euphyia psyra
- Euphyia psyroides
- Euphyia ptochopis
- Euphyia purpurifera
- Euphyia quadristrigata
- Euphyia ralaria
- Euphyia ralstonae
- Euphyia rectifascia
- Euphyia regnelli
- Euphyia regressaria
- Euphyia remissata
- Euphyia renei
- Euphyia respondens
- Euphyia responsata
- Euphyia rhodoseata
- Euphyia rhynchota
- Euphyia rilica
- Euphyia rixata
- Euphyia rojiza
- Euphyia roseoliva
- Euphyia rubronotata
- Euphyia rufibasalis
- Euphyia ruficoesia
- Euphyia ruficorpus
- Euphyia rufilineata
- Euphyia saladura
- Euphyia sandosaria
- Euphyia santaria
- Euphyia sciera
- Euphyia scitiferata
- Euphyia scopulata
- Euphyia scortea
- Euphyia scripturata
- Euphyia selmae
- Euphyia semifasciata
- Euphyia seminigrata
- Euphyia separata
- Euphyia severata
- Euphyia signata
- Euphyia similata
- Euphyia sintenisi
- Euphyia sinuataria
- Euphyia siris
- Euphyia slabyi
- Euphyia solida
- Euphyia sombrera
- Euphyia spatiosata
- Euphyia sphagnicolor
- Euphyia sphyrophora
- Euphyia spissilineata
- Euphyia spoliata
- Euphyia squalida
- Euphyia squamulata
- Euphyia stellata
- Euphyia stereozona
- Euphyia strenuaria
- Euphyia sturnularia
- Euphyia stygiata
- Euphyia subalbata
- Euphyia subangulata
- Euphyia subfusca
- Euphyia subgriseata
- Euphyia subguttaria
- Euphyia subillineata
- Euphyia submarginata
- Euphyia subnitida
- Euphyia subnotata
- Euphyia subolivescens
- Euphyia subpulchrata
- Euphyia subpulverata
- Euphyia subrectaria
- Euphyia subtersignata
- Euphyia subtrita
- Euphyia subvinosa
- Euphyia sultania
- Euphyia swetti
- Euphyia symmolpa
- Euphyia symphona
- Euphyia synchora
- Euphyia tacera
- Euphyia tasmanica
- Euphyia tasmaniensis
- Euphyia tenera
- Euphyia tenuistrigata
- Euphyia terminisecta
- Euphyia testaceolata
- Euphyia thetydaria
- Euphyia timarata
- Euphyia tomaichana
- Euphyia tonnaichana
- Euphyia torpidaria
- Euphyia trajectata
- Euphyia transversa
- Euphyia transversata
- Euphyia triangulata
- Euphyia trinitaria
- Euphyia triphragma
- Euphyia trissocyma
- Euphyia trissophrica
- Euphyia tritypa
- Euphyia trujillaria
- Euphyia trygodes
- Euphyia unangulata
- Euphyia unda
- Euphyia undifraga
- Euphyia undilinea
- Euphyia undulata
- Euphyia unidentaroides
- Euphyia unifilata
- Euphyia uniformis
- Euphyia vacillata
- Euphyia vallantinaria
- Euphyia variegata
- Euphyia wendlandi
- Euphyia venustatis
- Euphyia wettsteini
- Euphyia viettei
- Euphyia vilaria
- Euphyia williamsi
- Euphyia vinaceata
- Euphyia vinosata
- Euphyia violetta
- Euphyia virgata
- Euphyia viridis
- Euphyia yerba
- Euphyia zalmoxis
- Euphyia zara
- Euphyia zarina
- Euphyia zona